# Conch Republic

Flagge der Conch Republic

Die Conch Republic (/kɒŋk riˈpʌblɪk/) ist eine Mikronation, die am 23. April 1982 durch Loslösung Key Wests (Florida) und einiger benachbarter Inseln von den USA proklamiert wurde.
Ihren Namen verdankt sie der englischen Bezeichnung der Fechterschnecke, die auch das Wappen und die Flagge der Conch Republic ziert. Als satirischer Protest ist bereits das Staatsmotto „We seceded where others failed“ (Wir haben uns abgespalten, wo andere versagt haben) zu verstehen, welches auf der Flagge steht. Die Republik verschrieb sich im Rahmen ihrer aktuellen Kampagne „Saving The Humans Initiative – with uncommon sense“ (Initiative zur Rettung der Menschen – mit ungewöhnlichen Ideen) der Besänftigung von Spannungen auf der Welt durch die Anwendung von Humor.

## Geschichte

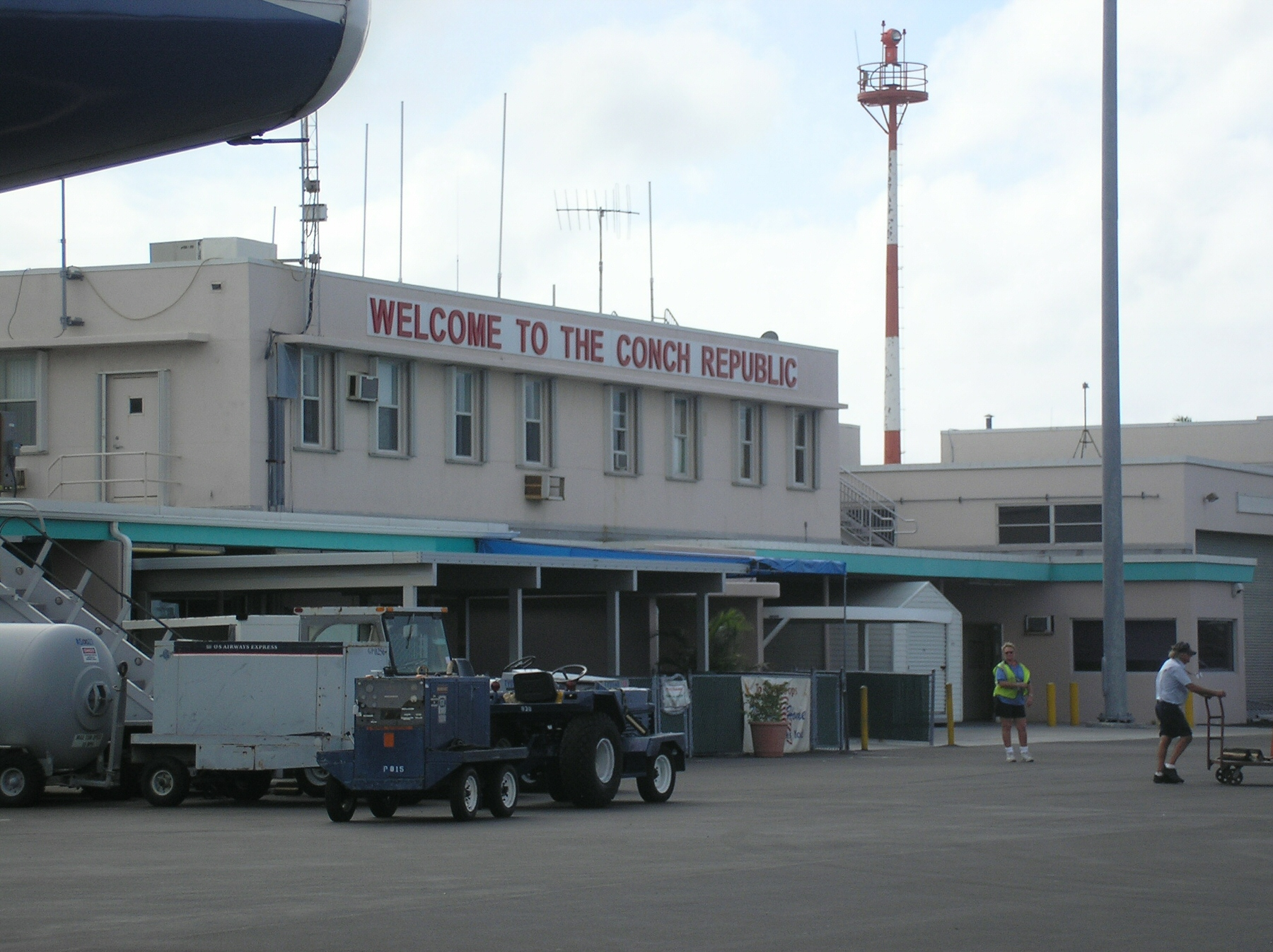
Willkommensgruß der Conch Republic am Flughafen von Key West

Im Jahr 1982 wurde von den amerikanischen Grenzkontrollbehörden eine Kontrollstelle am Highway Nr. 1 (Overseas Highway) eingerichtet, der als einziger Landweg die Insel Key West über viele Brücken mit dem amerikanischen Festland verbindet. Hintergrund war nach Angaben von offizieller Seite die Suche nach illegalen Einwanderern.
Aufgrund der Erschwernisse für den Tourismus, der wiederum die Haupteinnahmequelle von Key West ist (Touristen hatten u. a. wegen langer Staus vor dem Checkpoint und Kontrollen ihren Aufenthalt storniert), verlangte die Stadtregierung von Key West bald den sofortigen Entfall der Kontrollstelle. Nachdem eine entsprechende Klage der Stadtregierung gescheitert war, erklärte Key West am 23. April 1982 seine Unabhängigkeit und rief die Conch Republic aus.
Der Bürgermeister von Key West, Dennis Wardlow, wurde zum Premierminister ernannt. Die Conch Republic erklärte den USA den Krieg, kapitulierte allerdings eine Minute später bedingungslos und ersuchte um rund 1 Mrd. Dollar für den Wiederaufbau. Der Vorgang sorgte für einige Popularität und führte schließlich dazu, dass die Kontrollstelle aufgegeben wurde.
Obwohl die Conch Republic nicht einmal einen Tag lang als unabhängiger Staat existierte, identifizieren sich noch immer viele Einwohner von Key West damit. In Key West wird jedes Jahr am 23. April der Unabhängigkeitstag mit entsprechenden Festivitäten gefeiert. Diese erstrecken sich über mehrere Tage rund um den 23. April. Zu den Höhepunkten der Feierlichkeiten gehören das Hissen der blauen Flagge der „Conch Republic“ und der Wettbewerb der „Drag Queens“. Im Jahr 2004 wurden 24.768 Einwohner in der Conch Republic gezählt.
Im Januar 2006 wurden kubanische Flüchtlinge, die sich auf einem aufgegebenen, nicht mit dem Land verbundenen Teilstück der Seven Mile Bridge befanden, mit der Begründung abgeschoben, dass die Brücke im Sinne der Wet feet, dry feet policy nicht zum Land, sondern zum Wasser zu zählen sei, die Flüchtlinge also die USA nicht erreicht hätten. Daraufhin besetzten als „Conch Republic Special Forces“ auftretende Anhänger der Mikronation das Bauwerk und setzten Flaggen, mit denen öffentlichkeitswirksam die Inbesitznahme der maroden Brücke zum Ausdruck gebracht wurde. Die US-Regierung revidierte danach ihre Aussage.
Die Conch Republic unterhält „Botschaften“ in Frankreich und Finnland und verkauft Interessenten „Pässe“ und diplomatische Titel. Das „Generalkonsulat“ der Conch Republic in Deutschland wurde im August 2010 in Bingen am Rhein  feierlich eröffnet.

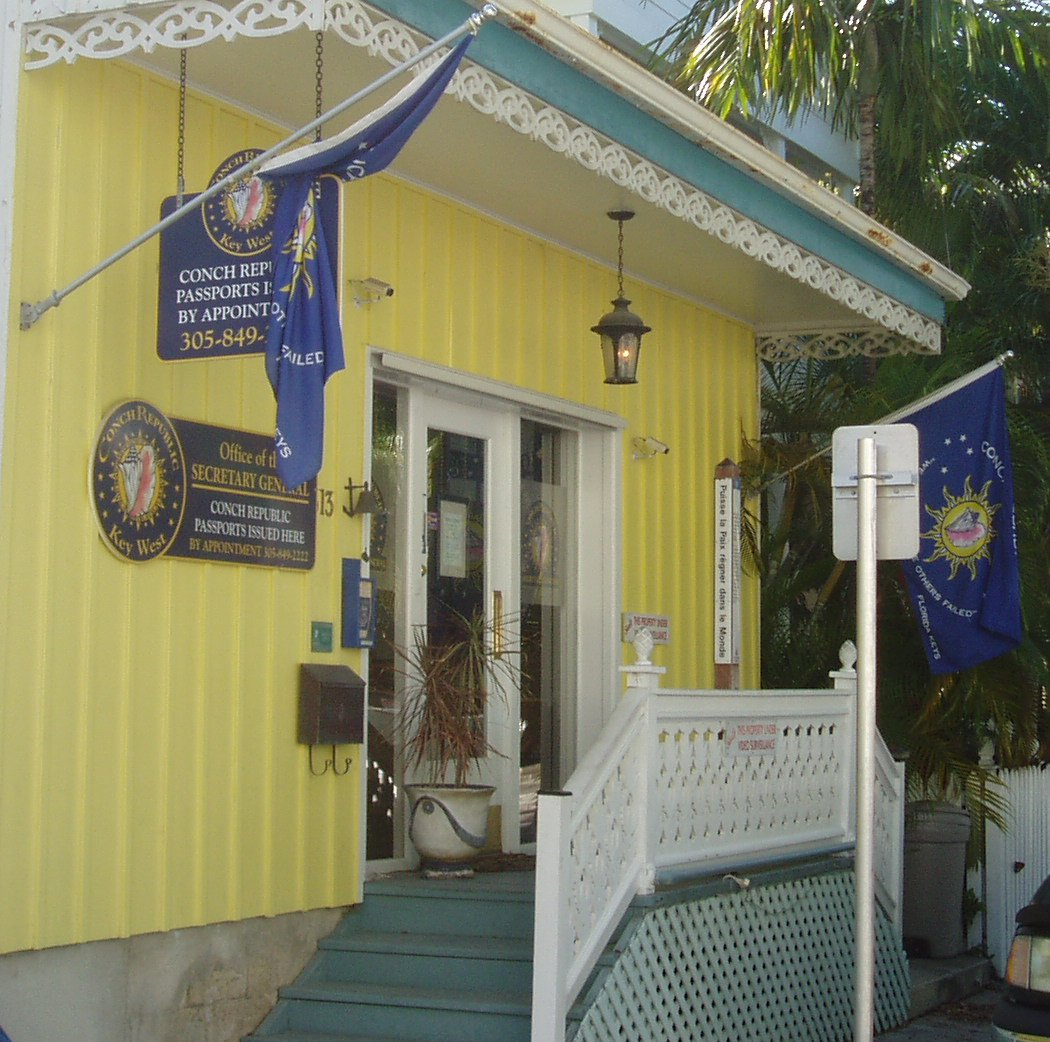
Das Büro des Generalsekretärs der Conch Republic

Die Conch Republic hat ihren „Regierungssitz“ in Key West (Florida). Die Conch Republic bezeichnet sich als friedliebender und humorvoller Staat. Die „Bewaffnung zur Verteidigung“ ist kubanisches Brot und ein Flaggschiff (Segelschiff WOLF) mit einer Feuerwehrspritze.
Die Conch Republic versteht sich als „state of mind“, d. h. als Staat ohne territorialen Anspruch.  Die Pässe der Conch Republic sind keine offiziellen Reisedokumente, werden allerdings teilweise mit Visa abgestempelt. Jeder Bürger der Conch Republic hat eine zweite Staatsbürgerschaft, in der Regel US-amerikanisch. Die Conch Republic hat bereits mehr als 500.000 Pässe in alle Welt ausgestellt. 1995 hat sogar der Gouverneur von Florida, Lawton Chiles, auf der „Florida Jubilee ’95“-Veranstaltung einen Pass beantragt.
Die Conch Republic nahm 1984 an der Konferenz der amerikanischen Staaten (Summit of the Americas) teil und hat auch Konsulate in verschiedenen amerikanischen Staaten, mehrere in Deutschland, in der Schweiz und Österreich. Bewerber als Botschafter oder Generalkonsul müssen sich in Key West persönlich bewerben und eine entsprechende Qualifikation nachweisen. Andere Titel wie Honorarkonsul oder Goodwill Ambassador (Botschafter des guten Willens) werden freizügiger vergeben, jedoch nie ohne drei außerfamiliäre, schriftliche Referenzen für einen guten Charakter.
Ohne Steuern zu erheben, finanziert sich die Conch Republic hauptsächlich durch großzügige Spenden ihrer Bürger. Generalsekretär Peter Anderson sagt dazu: „Wir glauben nicht an Steuern für die Conch Republic. Wenn wir Geld brauchen, schmeißen wir eine Party“ (We don’t believe in taxes for the Conch Republic. When we need to raise money we throw a party).

## Sonstiges
Die Geschichte weist Parallelen zum Film Die Maus, die brüllte auf. Auch dort erklärt eine Minination den USA den Krieg und möchte, nach der zu erwartenden Niederlage, Aufbauhilfe einfordern. Größter Unterschied ist, dass im Film die Minination Groß Fenwick nicht nach einer Minute kapituliert, sondern tatsächlich mit 15 Bogenschützen, einem Feldwebel und einem Generalfeldmarschall in den Krieg gegen die USA zieht und diesen durch skurrile Umstände gewinnt.